# دهنامه
دهنامه (بالأذرية: Dəhnamə)‏ هو نصب مكتوب من الأدب الأذربيجاني،  قصيدة مكتوبة في النوع المثنوي من كلاسيكيات الأدب الأذربيجاني بقلم الشاه إسماعيل خطائي. وهي من إنشاء عام 1506 باللغة الأذربيجانية. وهي واحدة من أول القصائد في الأدب الأذربيجاني المكتوبة بالنوع المثنوي.
وكلمة "دهنامه" تعني "عشرة رسائل" حيث يحتوي الشعر المثنوي على عشر رسائل حب بين شاب عاشق (الشاعر) وحبيبته. وفي المجمل تحتوي القصيدة على أكثر من 1400 بيت (تتكون القصيدة من 1532 بيت بالضبط).

## الدراسة والنشر
في عام 1923، نشر الباحث سلمان ممتاز قائمة غير كاملة للـ"دهنامه" من مخطوطة القرن السابع عشر المحفوظة في معهد المخطوطات التابع للأكاديمية الوطنية للعلوم في أذربيجان في باكو. قال سلمان في مقدمة هذه الطبعة:
في عام 1961، أعد عزيزغا محمدوف طبعة من مجلدين لأعمال الشاعر بعنوان "شاه إسماعيل خطائي"، تناول فيها المبادئ الأساسية لإنشاء النصوص العلمية النقدية "دهنامه".
وفي عام 1967، نشر الباحث قاسم حسنوف كتابه "نحو دهنامه" الذي قام فيه بتحليل العبارات التعريفية في القصيدة.  في عام 1962، كتب حسنوف أن العبارات التعريفية الموجودة في القصيدة مطابقة إلى حد كبير لتلك الموجودة في اللغة الأذربيجانية الحديثة.
في عام 1977،  في عمل ميناي جافادوفا "معجم الشاه إسماعيل خطائي" (استنادًا إلى قصيدة دهنامه)، يتحدث المؤلف عن تاريخ دراسة قصيدة "دهنامه" ومعنى اللغة الأذربيجانية خلال فترة حكمه في عهد الصفويين. تشير جافادوفا في هذا العمل إلى أن دهنامه يحتل مكانة خاصة في التراث الأدبي لخاتاي، كونه أحد أفضل الآثار الأدبية المكتوبة التي تم إنشاؤها باللغة الأذربيجانية.